# Пола (тежък крайцер, 1931)
Пола (на италиански: Pola) e тежък крайцер от типа „Зара“ на италианския флот от времето на Втората световна война.
Заложен в корабостроителницата „Cantieri Odero Terni-Orlando“ в Ливорно на 17 март 1930 г., спуснат на вода на 5 декември 1931 г., а влиза в строй на 21 декември 1932 г.
В битката при нос Матапан е тежко повреден от артилерийския огън на британските линейни кораби „Уорспайт“ (HMS Warspite (03)), „Валиант“ (HMS Valiant (02)) и „Баръм“ (HMS Barham (04)), а на 29 март 1941 г. е потопен с торпедо на английския разрушител HMS Jervis (G00) в точката с координати 35°18′ с. ш. 21°13′ и. д. / 35.3° с. ш. 21.216667° и. д..

## Коментари
1. ↑  Всички данни са към юни 1940 г.